# Зрелость
В психологии зрелость может быть операционально определена как уровень психологического функционирования (измеряемый с помощью таких стандартов, как шкала интеллекта Векслера для детей), после достижения которого уровень психологического функционирования больше не увеличивается с возрастом. Однако, помимо этого, зрелость характеризуется интеграцией личности, когда поведенческие модели, мотивы и другие черты человека постепенно объединяются, чтобы эффективно содействовать с минимальным конфликтом между как организованное целое, формируя цель человека в жизни. Теории развития и зрелости взрослых включают в себя концепцию цели в жизни, в которой зрелость подчеркивает четкое понимание цели жизни, направленность и намеренность, способствующие ощущению того, что жизнь имеет смысл.
Статус зрелости отличается отходом от опоры на опеку и надзор взрослого в актах принятия решений. Зрелость имеет разные определения в правовом, социальном, религиозном, политическом, сексуальном, эмоциональном и интеллектуальном контекстах. Возраст или качества, присвоенные каждому из этих контекстов, привязаны к культурно значимым показателям независимости, которые часто варьируют в зависимости от социальных настроений. Концепция психологической зрелости имеет значение как в правовом, так и в социальном контексте, в то время как сочетание политических воззрений и научных данных продолжает изменять и уточнять ее определение. Из-за этих факторов понятие и определение зрелости и незрелости в некоторой мере субъективны.
Американский психолог Джером Брунер предложил определение периода незрелости как времени экспериментальной игры без серьезных последствий, когда детёныш может проводить много времени, наблюдая за действиями опытных животных под надзором своей матери. Таким образом, ключом к человеческому развитию посредством использования символов и инструментов является переинтерпретирующая имитация, которая «практикуется, совершенствуется и меняется в игре» посредством обширного исследования пределов своей способности взаимодействовать с миром. Эволюционные психологи также выдвинули гипотезу о том, что когнитивная незрелость может служить адаптивной цели в качестве защитного барьера для детей от их собственного недоразвитого метапознания и суждения, уязвимости, которая может подвергнуть их опасности. Для сегодняшней молодежи неуклонно увеличивающийся период «игры» и обучения в XXI веке является результатом возрастающей сложности мира и его технологий, которые требуют все более возрастающей сложности навыков, а также более исчерпывающего набора знаний, умений и способностей.